# Isi & Disi, alto voltaje
Isi & Disi, alto voltaje (en català Isi & Disi, alt voltatge) és una pel·lícula espanyola dirigida per Miguel Ángel Lamata i protagonitzada per Santiago Segura i Florentino Fernández, es va estrenar el 2006.

## Argument
Després de l'èxit comercial del primer lliurament Isi / Disi: Amor al bèstia, s'estrena la seva seqüela Isi / Disi: Alt voltatge que torna a reunir a Santiago Segura i Florentino Fernández com dos "amants del gènere Heavy metal" i entremaliats enfrontats al món. Respecte a la cinta original, destaca l'absència del director Chema de la Penya (Shacky Carmine), substituït per Miguel Ángel Lamata (Una de zombies). Al costat dels esmentats Santiago Segura i Florentino Fernández, completen l'elenc d'actors Fernando Chinarro, Kira Miró i Miguel Ángel Aijón. La pel·lícula compta amb nombroses aparicons com els dels humoristes José Luis Coll i Arévalo, el porter de futbol Mono Burgos o el grup de rock mexicà Molotov.
Respecte a l'argument de la pel·lícula, els rockers Isi i Disi tornen de nou a la càrrega. Aquesta vegada els toca enfrontar-se a assassins d'elit ensinistrats per matar, a la màfia discogràfica, a un grup de rock rival anomenat Esquadró Psicópata, a més enllà i fins als tres poders: el judicial, el legislatiu i el de les drogues de disseny xungues. Aquesta vegada Disi s'enamora de la sexi Angie, ex-cantant de rock i promesa d'un peix gros discogràfic, Berdún. Després de ser reconeguts com la banda més brutal, en el no menys brutal concurs presentat per Angie, Disi no només haurà de salvar al seu grup Ratamuerta, la seva amistat amb Isi, i el temple del rock "La Kampana de l'Infern", sinó també rescatar a la noble Angie de les urpes del maquiavèlic Berdún.

## Repartiment
| Actor                               | Paper          |
| ----------------------------------- | -------------- |
| Santiago Segura                     | Isi            |
| Florentino Fernández                | Disi           |
| Miguel Ángel Rodríguez "El Sevilla" | Pota           |
| El Gran Wyoming                     | Berdún         |
| Kira Miró                           | Angie          |
| Ruth Zanon                          | Kuki           |
| Arévalo                             | Pitu           |
| Silvia Gambino                      | Vanessa        |
| Germán Burgos                       | Mono Burgos    |
| José Luis Coll                      | Dr. Rodríguez  |
| Juan Ramón Lucas                    | Presentador TV |
| Fernando Chinarro                   | Jutge          |
| Miguel Ángel Aijón                  | Maníac         |
| Pilar Rubio                         | Inga           |

## Saga
Isi/Disi. Amor a lo bestia (2004)